# Les Philosophes
Les Philosophes est une comédie en trois actes et en vers de Palissot de Montenoy jouée le 2 mai 1760 à la Comédie-Française.

## Contexte
La pièce est une satire des Philosophes Helvétius, Duclos et Rousseau, et au premier chef Diderot, représenté sous les traits de Dortidius.

## Historique
Sous le patronage de son protecteur, le duc de Choiseul, ainsi que du Dauphin, les Comédiens-Français jouent, le 22 mars 1760, la comédie des Philosophes, sur une idée d’Élie Fréron. La première a lieu le 2 mai, devant une salle comble. La pièce, avec l'acteur Préville dans le rôle de Crispin, a eu 14 représentations, ce qui est beaucoup à cette époque.

## Intrigue
L’intrigue de cette pièce est comparable à celle des Femmes savantes. Le style en est percutant, et les sarcasmes adressés aux Philosophes sont mordants. Ils visent à la fois leurs comportements et leurs idées. Si Voltaire, l'ancien protecteur, qu'il admira toujours, est épargné, Rousseau cette fois ménagé, Diderot est ridiculisé dans le personnage de Dortidius. La pièce renferme également des références avérées à Duclos et à Grimm.

## Réception
La pièce a suscité une réaction agacée de Rousseau, qui  écrit au libraire Duchesne qui la lui avait envoyée : « En parcourant, monsieur, la pièce que vous m'avez envoyée, j'ai frémi de m'y voir loué. » Diderot, quant à lui, répliquera dans Le Neveu de Rameau posthume, où il lance des attaques personnelles très désobligeantes quoique invérifiables contre Palissot. Bien qu’il n’y ait pas été attaqué personnellement, Voltaire, avec qui Palissot entretenait des liens épistolaires, n’a pu, malgré sa sympathie pour Palissot, faire moins que prendre la défense du parti philosophique avec la pièce Le Café ou l'Écossaise présentée prudemment comme la traduction d’une œuvre du frère de David Hume, où il s’en prend à Fréron caricaturé sous le nom de Wasp (Frelon en anglais). Sedaine de même, s’efforça simplement de réhabiliter l'appellation de « philosophe » dans un genre sérieux nouveau , le drame, avec Le Philosophe sans le savoir de la même année.

## Suites
Les réactions ont contraint Palissot à poursuivre et à accentuer son combat. En réponse à une satire publiée par l’abbé Morellet, il ajoute à sa pièce une virulente Préface, sans retrouver la place de premier plan que cette comédie lui avait fait tenir à l’avant-scène de l’actualité littéraire. En 1782, la Comédie-Française montera quatre de ses pièces, dont Les Philosophes, quoique dans une version édulcorée.

## Distribution
Cydalise, Mlle Dumesnil

Rosalie, Mlle Hus

Damis, M. de Bellecourt

Valere, M. Grandval

Theophraste, M. Brisard

Dortidius, M. Dubois

Maron, Mlle Dangeville

Crispin, M. Préville

M. Propice, Colporteur, M. Durancy

M. Carondas, M. Armand

## Édition en ligne
- Les Philosophes : comédie en trois actes, en vers, Paris, Duchesne, 1760, 91 p., in-8º (lire en ligne sur Gallica).